# يوكا (ماموث)
يوكا هي أفضل جثة لحيوان ماموث صوفي تم العثور عليه على الإطلاق. تم اكتشافه من قبل صائدي أنياب سيبريين في عام 2010. وقاموا بتسليمها إلى علماء محليين، الذين أجروا تقييمًا أوليًا للجثة في عام 2012. الجثة معروضة في موسكو.
حدد تحليل الأسنان والأنياب أن عمر يوكا كان ما يقرب من 6-8 سنوات عندما ماتت.على الرغم من أنه يُفترض أن هذا الماموث قد تعرض لهجوم من قبل الأسود أو غيرها من الحيوانات المفترسة، إلا أنه لم يتم العثور على دليل على أن الحيوانات المفترسة قد قتلت الماموث.